# Pinehurst (Montgomery)
Pinehurst és una població dels Estats Units a l'estat de Texas. Segons el cens del 2000 tenia 4.266 habitants.

## Demografia
Segons el cens del 2000, Pinehurst tenia 4.266 habitants, 1.464 habitatges, i 1.137 famílies. La densitat de població era de 182,4 habitants/km².
Dels 1.464 habitatges en un 38,9% hi vivien nens de menys de 18 anys, en un 63,5% hi vivien parelles casades, en un 8,7% dones solteres, i en un 22,3% no eren unitats familiars. En el 17,4% dels habitatges hi vivien persones soles el 6,8% de les quals corresponia a persones de 65 anys o més que vivien soles. El nombre mitjà de persones vivint en cada habitatge era de 2,91 i el nombre mitjà de persones que vivien en cada família era de 3,3.
Per edats la població es repartia de la següent manera: un 29,4% tenia menys de 18 anys, un 8,6% entre 18 i 24, un 29,5% entre 25 i 44, un 24,3% de 45 a 60 i un 8,3% 65 anys o més.
L'edat mediana era de 36 anys. Per cada 100 dones de 18 o més anys hi havia 99,1 homes.
La renda mediana per habitatge era de 42.946 $ i la renda mediana per família de 49.390 $. Els homes tenien una renda mediana de 39.432 $ mentre que les dones 28.672 $. La renda per capita de la població era de 18.516 $. Aproximadament el 8% de les famílies i el 10,7% de la població estaven per davall del llindar de pobresa.